# HD 75289 b
HD 75289 b (بالإنجليزية: HD 75289 b)‏ الذي يرمز له بالرمز HD 75289b، هو كوكب خارج المجموعة الشمسية، في كوكبة الشراع، يتبع HD 75289 ‏.

## الاكتشاف
اكتشف في 1 فبراير 1999.